# Onze-Lieve-Vrouw Troost in Noodkapel

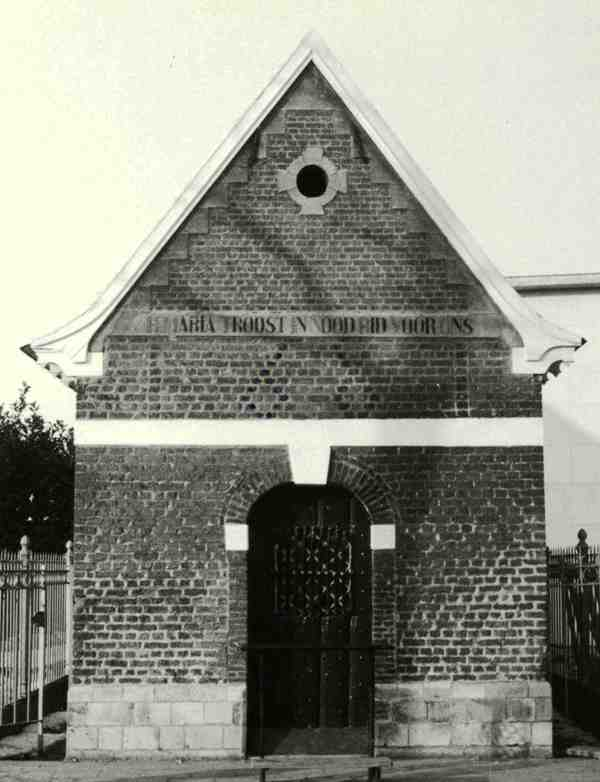
Onze-Lieve-Vrouw Troost in Noodkapel

De Onze-Lieve-Vrouw Troost in Noodkapel is een kapel in de Antwerpse plaats Edegem, gelegen aan de Kontichstraat 27.

## Geschiedenis
De kapel werd opgericht in 1681 in opdracht van Jan Baptist Gerardi en Catharina Eliaerts. In 1773 werd de kapel hersteld en ook nog kort na 1810. In 1799 werd de kapel openbaar verkocht en in 1820 aan de kerk geschonken. Ook in 1827 en 1928 werd de kapel hersteld.

## Gebouw
Het is een driebeukig bakstenen gebouwtje met een driezijdig afgesloten koor. Het interieur wordt overkluisd door een houten tongewelf. Het kerkmeubilair is grotendeels neogotisch uit het begin van de 20e eeuw. Op het dak bevindt zich een smeedijzeren kruis.